# USS Thomas J. Gary (DE-326)
USS Thomas J. Gary (DE-326/DER-326), nguyên mang tên Gary trước ngày 1 tháng 1, 1945, là một tàu hộ tống khu trục lớp Edsall từng phục vụ cùng Hải quân Hoa Kỳ trong Chiến tranh Thế giới thứ hai. Nó là chiếc tàu chiến duy nhất của Hải quân Hoa Kỳ được đặt cái tên này, theo tên thủy thủ Thomas Jones Gary (1922-1941), người từng phục vụ trên thiết giáp hạm California (BB-44) và đã tử trận trong cuộc tấn công Trân Châu Cảng vào ngày 7 tháng 12, 1941. Nó đã phục vụ cho đến khi chiến tranh kết thúc, xuất biên chế năm 1947, rồi được xếp lại lớp như một tàu hộ tống khu trục cột mốc radar DER-326 năm 1956 để phục vụ từ năm 1957 đến năm 1973. Con tàu sau được chuyển cho Tunisia và tiếp tục phục vụ như là chiếc President Bourgiba cho đến khi gặp tai nạn hỏa hoạn vào năm 1992, và bị tháo dỡ sau đó.

## Thiết kế và chế tạo
Lớp Edsall có thiết kế hầu như tương tự với lớp Cannon dẫn trước; khác biệt chủ yếu là ở hệ thống động lực Kiểu FMR do được trang bị động cơ diesel Fairbanks-Morse dẫn động qua hộp số giảm tốc đến trục chân vịt. Đây là cấu hình động cơ được áp dụng rộng rãi trên tàu ngầm, được chứng tỏ là có độ tin cậy cao hơn so với lớp Cannon.
Vũ khí trang bị bao gồm ba pháo 3 in (76 mm)/50 cal trên tháp pháo nòng đơn có thể đối hạm hoặc phòng không, một khẩu đội pháo phòng không Bofors 40 mm nòng đôi và tám pháo phòng không Oerlikon 20 mm. Vũ khí chống ngầm bao gồm một dàn súng cối chống tàu ngầm Hedgehog Mk. 10 (có 24 nòng và mang theo 144 quả đạn); hai đường ray Mk. 9 và tám máy phóng K3 Mk. 6 để thả mìn sâu. Con tàu vẫn giữ lại ba ống phóng ngư lôi Mark 15 21 inch (533 mm), và được trang bị radar SC dò tìm không trung và mặt biển. Thủy thủ đoàn đầy đủ bao gồm 186 sĩ quan và thủy thủ.
Gary được đặt lườn như là chiếc tại xưởng tàu của hãng Consolidated Steel Corporation ở Orange, Texas vào ngày 15 tháng 6, 1943. Nó được hạ thủy vào ngày 21 tháng 8, 1943, được đỡ đầu bởi bà Wille Mae Gary, mẹ của thủy thủ Gary, và nhập biên chế cùng Hải quân Hoa Kỳ vào ngày 27 tháng 11, 1943 dưới quyền chỉ huy của Hạm trưởng, Thiếu tá Hải quân William Henry Harrison.
Vào ngày 1 tháng 1, 1945, nó được đổi tên từ Gary thành Thomas J. Gary nhằm dành ra cái tên Gary cho chiếc CL-147, dự định là một tàu tuần dương hạng nhẹ lớp Worcester. Tuy nhiên kế hoạch chế tạo CL-147 bị hủy bỏ vào tháng 8, 1945.

## Lịch sử hoạt động

### USSGary/Thomas J. Gary

#### Mặt trận Đại Tây Dương
Sau khi hoàn tất việc chạy thử máy huấn luyện tại vùng biển Bermuda và đại tu sau chạy thử máy tại Charleston, Gary trình diện để phục vụ tạm thời cùng Tư lệnh Tiền phương biển Caribe tại vịnh Guantánamo, Cuba vào ngày 5 tháng 2, 1944. Nó được điều sang nhiệm vụ hộ tống vận tải vượt Đại Tây Dương, và khởi hành vào ngày 9 tháng 3 để hộ tống một đoàn tàu vận tải hướng sang eo biển Gibraltar. Trong hơn một năm tiếp theo tính cho đến ngày tháng 5, 1945, con tàu đã thực hiện tổng cộng mười một chuyến hộ tống vận tải vượt đại dương đi sang các cảng tại khu vực Địa Trung Hải và quần đảo Anh, bao gồm các chuyến Casablanca, Maroc thuộc Pháp; hai chuyến đến Algiers; Tunisia; Naples và Taranto, ý; hai chuyến đến Southampton; Plymouth; Portsmouth và Liverpool.
Xen kẻ giữa các chuyến đi, Gary hoạt động huấn luyện ngoài khơi bờ biển Maine và tại vịnh Guantánamo, Cuba, cũng như thực hành chống tàu ngầm tại New London, Connecticut. Nó từng phục vụ như tàu huấn luyện tại Trường Sonar Hạm đội tại Key West, Florida vào tháng 6, 1944. Đang khi hộ tống một đoàn tàu vận tải trong chặng quay trở về Hoa Kỳ vào tháng 12, 1944, con tàu đã chuyển hướng để đi đến trợ giúp cho tàu frigate Huron (PF-19) vào ngày 9 tháng 12, do chiếc tàu tuần tra bị hư hại nặng do va chạm với chiếc tàu buôn SS James Fenimore Cooper. Gary đã đưa hơn 100 thủy thủ Huron là nhân sự của Tuần duyên Hoa Kỳ lên tàu và tháp tùng bảo vệ trong khi Huron được kéo về Bermuda. Đang khi neo đậu tại Boston, Massachusetts vào ngày 1 tháng 1, 1945, tên con tàu được đổi thành Thomas J. Gary.

#### Mặt trận Thái Bình Dương
Hoàn tất chuyến hộ tống vận tải cuối cùng khi quay trở về New York vào ngày 7 tháng 5, khi chiến tranh kết thúc tại Châu Âu, Thomas J. Gary được chuẩn bị để điều động sang khu vực Mặt trận Thái Bình Dương. Nó tiến hành huấn luyện ôn tập tại vùng biển Caribe trước khi khởi hành từ bờ biển Haiti vào ngày 22 tháng 6, băng qua kênh đào Panama để đi sang vùng bờ Tây, và rời San Diego, California vào ngày 12 tháng 7 để cùng một đoàn tàu vận tải đi sang vùng biển Hawaii. Đi đến Trân Châu Cảng vào ngày 20 tháng 7, con tàu được sửa chữa và tiến hành huấn luyện trước khi rời Oahu vào ngày 1 tháng 8, cùng với Đội hộ tống 57 hướng sang Saipan. Sau một chặng dừng tại Eniwetok, đội hộ tống được chuyển hướng đi Guam và đi đến Apra Harbor vào ngày 13 tháng 8, và tiếp tục hành trình ngay hôm đó cùng Đội tàu sân bay 27. Con tàu vẫn đang trên đường hướng đến Philippines khi Nhật Bản chấp nhận đầu hàng vào ngày 15 tháng 8, giúp chấm dứt vĩnh viễn cuộc xung đột.
Sau khi đi đến vịnh San Pedro vào ngày 17 tháng 8, Thomas J. Gary ở lại đây cho đến ngày 29 tháng 8, rồi rời Leyte để hộ tống cho các tàu sân bay thuộc Đội đặc nhiệm 77.1 hướng sang Triều Tiên. Tuy nhiên lúc đang trên đường đi, đội đặc nhiệm được lệnh chuyển hướng đến cảng Cơ Long, Đài Loan. Với Tư lệnh Đội hộ tống 57 trên tàu, họ được giao nhiệm vụ giải phóng tù binh chiến tranh Đồng Minh bị giam giữ tại hòn đảo này. Vào ngày 3 tháng 9, nó đón lên tàu 19 binh lính Thủy quân Lục chiến từ tàu sân bay hộ tống Block Island (CVE-106) được giao nhiệm vụ giải cứu tù binh; và đến sáng sớm ngày 5 tháng 9, nó cùng tàu hộ tống khu trục Kretchmer (DE-329) tách khỏi Đội đặc nhiệm 77.1 để đi vào cảng Cơ Long trong bối cảnh hoàn toàn không rõ việc bố trí các bãi thủy lôi của Nhật Bản.
Sau khi tiếp đón khoảng số tù binh Đồng Minh được giải cứu, nó rời cảng Cơ Long lúc khoảng 18 giờ 00 để gia nhập trở lại cùng đội đạc nhiệm tàu sân bay và chuyển giao các cựu tù binh. Nó lại cùng các tàu hộ tống khu trục khác quay trở lại Cơ Long vào ngày 6 tháng 9 để tiếp tục hoạt động vận chuyển tù binh. Sau khi chuyển phần lớn số cựu chiến binh này sang Block Island, nó lên đường đi Manila, đến nơi vào ngày 9 tháng 9 và tiễn 50 cựu tù binh chiến tranh cuối cùng rời tàu tại đây.
Đến cuối tháng 9, Thomas J. Gary cùng đội đặc nhiệm tàu sân bay hộ tống lên đường đi sang khu vực quần đảo Ryukyu, và thực hành huấn luyện ngoài khơi Okinawa và trong biển Hoa Đông cho đến tháng 10. Nó mắc tai nạn va chạm với một vật thể ngầm dưới nước vào ngày 19 tháng 10, làm hư hại đáng kể chân vịt bên mạn phải. Con tàu buộc phải giảm tốc độ xuống còn 13 kn (24 km/h), tách khỏi đội đội đặc nhiệm và đi đến Saipan vào ngày 23 tháng 11 để sửa chữa.
Sau đó Thomas J. Gary hoạt động tại khu vực Philippines cho đến đầu năm 1946, viếng thăm Hong Kong và Okinawa, rồi khởi hành từ Singapore vào ngày 8 tháng 4 cho hành trình đi Ấn Độ Dương, kênh đào Suez và Địa Trung Hải. Nó dành phần lớn tháng 5 để viếng thăm các cảng Châu Âu, rồi về đến Charleston, South Carolina vào ngày 29 tháng 5. Con tàu được đại tu tại để chuẩn bị ngừng hoạt động, và được tàu kéo Nancy Moran kéo rời Charleston vào ngày 25 tháng 9 để đi đến Green Cove Springs, Florida. Nó được cho xuất biên chế tại đây vào ngày 7 tháng 3, 1947 và đưa về Hạm đội Dự bị Đại Tây Dương.

#### 1957 - 1973
Sau gần một thập niên bị bỏ không trong thành phần dự bị, Thomas J. Gary được kéo đến Xưởng hải quân Philadelphia vào ngày 24 tháng 7, 1956 để cải biến thành một tàu hộ tống khu trục cột mộc radar. Con tàu được xếp lại lớp với ký hiệu lườn mới DER-326 vào ngày 1 tháng 11, 1956, rồi tái biên chế vào ngày 2 tháng 8, 1957. Nó tiến hành chạy thử máy huấn luyện và thực tập ngoài khơi Newport, Rhode Island và tại vịnh Guantánamo, Cuba trước khi rời Newport vào ngày 30 tháng 12 để bắt đầu hoạt động như cột mốc radar tại hàng rào Đại Tây Dương, một phần của Hệ thống Cảnh báo sớm Tên lửa đạn đạo (BMEWS: Ballistic Missle Early Warning System) nhằm cảnh báo sớm các cuộc tấn công hạt nhân chiến lược. Hoạt động từ căn cứ Newport, nó đã thực hiện 12 lượt tuần tra trong một năm rưỡi tiếp theo cũng như từng viếng thăm Bỉ và Anh vào tháng 8, 1958.
Vào tháng 7, 1959, đi đến Thomas J. Gary Xưởng hải quân Boston để được đại tu cho đến ngày 30 tháng 10, rồi lên đường để huấn luyện ôn tập tại vùng biển ngoài khơi Cuba. Nó quay trở lại hoạt động tuần tra tại hàng rào Đại Tây Dương vào ngày 20 tháng 12. Sang đầu năm 1961, nó ngắt quảng nhiệm vụ cột mốc radar để tham gia cuộc Tập trận Springboard, rồi đến tháng 5 tại đi đến khu vực Bermuda để tham gia cuộc Tập trận Lantbex. Sang tháng 8, con tàu viếng thăm Scotland trước khi được đại tu tại Xưởng hải quân Boston.
Hoàn tất công việc trong xưởng tàu, Thomas J. Gary đi sang khu vực vịnh Guantánamo, Cuba để huấn luyện ôn tập, rồi khởi hành từ Newport vào ngày 10 tháng 7, 1962 để tiếp nối nhiệm vụ cột mốc radar tại hàng rào Đại Tây Dương. Giữa các lượt bố trí, nó viếng thăm Greenock, Scotland và Wilhelmshaven, Đức. Không lâu sau khi quay trở về Newport vào ngày 22 tháng 10, con tàu được huy động vào lực lượng tiến hành "cô lập" Cuba nhân vụ Khủng hoảng tên lửa Cuba. Sau khi căng thẳng được dàn xếp qua thương lượng hòa bình, nó rời Key West, Florida vào ngày 29 tháng 11 để quay trở về Newport.
Vào đầu năm 1963, Thomas J. Gary làm nhiệm vụ cột mốc radar tại trạm cực Nam của hàng rào Đại Tây Dương ngoài khơi Key West, đồng thời thực hiện hai lượt phục vụ huấn luyện cho Trường Sonar Hạm đội. Vào tháng 4, nó phải cắt ngắn một đợt bảo trì để tham gia vào việc tìm kiếm chiếc tàu ngầm Thresher (SSN-593) bị mất tích ngoài khơi Đại Tây Dương, nhưng không có kết quả. Nó quay trở lại hoạt động tuần tra tại hàng rào Đại Tây Dương trong tháng 7, rồi quay trở lại Newport vào cuối tháng 8, và đi đến Boston vào ngày 24 tháng 9 để đại tu, vốn kéo dài cho đến hết năm 1963.
Vào đầu năm 1964, Thomas J. Gary tiến hành huấn luyện ôn tập tại vùng biển Caribe, rồi tham gia cuộc Tập trận Springboard. Nó được bảo trì tại Newport trong tháng 3, rồi sang tháng 4 và tháng 5 tiếp tục hoạt động tuần tra tại hàng rào Đại Tây Dương ngoài khơi Florida, cùng với một chuyến viếng thăm Fall River, Massachusetts nhân Ngày Lực lượng Vũ trang trong tháng 5. Nó tiếp nối vai trò tuần tra cột mốc radar cho đến cuối năm 1964, xen kẻ với những đợt thực tập tác xạ ngoài khơi Virginia Capes và một chuyến viếng thăm Học viện Hải quân Hoa Kỳ trong tháng 10.
Thomas J. Gary tham gia một cuộc Tập trận Springboard khác vào đầu năm 1965 trước khi quay trở lại nhiệm vụ tuần tra tại hàng rào Đại Tây Dương cho đến ngày 30 tháng 6. Con tàu khởi hành từ Newport vào ngày 13 tháng 9, và băng qua kênh đào Panama cho một lượt hoạt động kéo dài chín tháng tại Thái Bình Dương, bao gồm việc tham gia vào Chiến dịch Deep Freeze, hoạt động hỗ trợ hậu cần cho việc nghiên cứu khoa học tại Châu Nam Cực. Vào tháng 3, 1966, nó rời New Zealand để đi đến Địa Trung Hải ngang qua kênh đào Suez rồi tiếp tục đi sang khu vực Bắc Âu, và đã từng viếng thăm Barcelona, Bremen, Copenhagen và Edinburgh. Nó quay trở về Newport vào ngày 21 tháng 5, hoàn tất một chuyến vòng quanh thế giới.
Khởi hành từ Newport vào ngày 24 tháng 8, Thomas J. Gary một lần nữa phục vụ cho Chiến dịch Deep Freeze khi đi ngang qua Panama và Pago Pago để đến Dunedin, New Zealand. Con tàu hoạt động từ căn cứ Dunedin đến một vị trí canh phòng ở khoảng giữa New Zealand với Châu Nam Cực, làm nhiệm vụ quan trắc thời tiết, thông tin liên lạc và phục vụ tìm kiếm-giải cứu cho những chuyến bay giữa Christchurch, New Zealand với Trạm nghiên cứu McMurdo tại Châu Nam Cực. Con tàu đảm trách vai trò này cho đến cuối năm 1966.
Vào tháng 3, 1967, sau khi ghé đến Perth, Australia, Thomas J. Gary lên đường vào ngày 23 tháng 3 cho hành trình quay trở về Hoa Kỳ qua lối kênh đào Suez, ghé qua các cảng Châu Âu trước khi về đến Newport vào ngày 24 tháng 5. Đến ngày 1 tháng 7, con tàu chính thức chuyển cảng nhà đến Key West, và đi đến nơi tám ngày sau đó, rồi tiến hành thử nghiệm thiết bị trong quá trình tham gia cuộc Tập trận Combat Keel vào cuối năm. Nó quay trở về Key West để bảo trì vào ngày 12 tháng 12. Sang năm 1968, nó có một đợt huấn luyện ôn tập tại vịnh Guantánamo, Cuba, rồi đến tháng 8 đã phục vụ cho việc phóng thử nghiệm tên lửa đạn đạo UGM-27 Polaris phóng từ tàu ngầm Daniel Webster (SSBN-626). Đến cuối năm đó, nó làm nhiệm vụ đặc biệt tại khu vực Bahama, và phục vụ như tàu huấn luyện cho Trường Sonar Hạm đội tại Key West.
Trong năm 1969, Thomas J. Gary tiếp tục hoạt động tại vùng biển Caribe và ngoài khơi bờ biển Florida. Nó tuần tra dọc theo bờ biển Cuba để thu thập tin tức tình báo về hoạt động của tàu chiến Liên Xô tại đảo quốc này. Đến tháng 7, nó có một lượt hoạt động kéo dài bốn tháng để hỗ trợ tình báo cho hoạt động chống tàu ngầm tại Đại Tây Dương. Con tàu viếng thăm quần đảo Canary và Malta trước khi quay trở về Key West vào cuối tháng 10.
Sau khi tham gia cuộc Tập trận Springboard ngoài khơi Puerto Rico vào đầu năm 1970, Thomas J. Gary lên đường vượt Đại Tây Dương vào ngày 1 tháng 4 để hoạt động tại các vùng biển Tây Ban Nha, Đan Mạch, Đức và quần đảo Anh. Trong lượt biệt phái này nó giúp phát triển các kỹ thuật và chiến thuật chống ngầm. Sau khi quay trở về Key West vào ngày 7 tháng 9, nó hoạt động khảo sát hỗ trợ cho Hạm đội Đại Tây Dương cho đến năm 1972. Khởi hành từ Key West vào ngày 14 tháng 1, nó viếng thăm Wilhelmshaven và Senegal trước khi quay trở về Hoa Kỳ, về đến Key West vào tháng 3.

### President Bourgiba
Vào tháng 9, 1973, Thomas J. Gary được chuẩn bị để bàn giao cho chính phủ Tunisia, và sau khi một thủy thủ khung 33 người được huấn luyện, chiếc tàu hộ tống rời Charleston vào ngày 12 tháng 10, vượt Đại Tây Dương và ghé ngang qua Ponta Delgada và Palma de Mallorca trước khi đi đến Bizerte vào ngày 21 tháng 10. Sang ngày hôm sau con tàu được chính thức bàn giao và nhập biên chế cùng Hải quân Tunisia như là chiếc President Bourgiba; tên của Thomas J. Gary được cho rút khỏi danh sách Đăng bạ Hải quân Hoa Kỳ cùng ngày hôm đó.
Con tàu sau đó được đổi tên thành Indakh. Nó chịu đựng một tai nạn hỏa hoạn nghiêm trọng vào ngày 16 tháng 4, 1992, nên ngừng hoạt động sau đó và bị tháo dỡ vào các năm 1992-1993.  Riêng cột ăn-ten con tàu được giữ lại và bảo tồn tại Căn cứ Hải quân Bizerte, tại vị trí 37°14′58″B 9°50′30″Đ / 37,2495407°B 9,8417601°Đ.

## Phần thưởng
Nguồn: Navsource Naval History
| Bronze star |  |  |
|             |  |  |
|             |  |  |

| Đơn vị Tuyên dương Hải quân với 1 Ngôi sao Chiến trận | Đơn vị Tuyên dương Anh dũng Hải quân                  | Huân chương Viễn chinh Hải quân           |
| Huân chương Chiến dịch Hoa Kỳ                         | Huân chương Chiến dịch Châu Á-Thái Bình Dương         | Huân chương Chiến thắng Thế Chiến II      |
| Huân chương Phục vụ Phòng vệ Quốc gia                 | Huân chương Phục vụ Nam Cực với 1 Ngôi sao Chiến trận | Huân chương Viễn chinh Lực lượng Vũ trang |